# 二俣川
二俣川（ふたまたがわ）は、神奈川県横浜市旭区の町名。旭区の中心となる地域である。現行行政地名は二俣川1丁目および二俣川2丁目。鎌倉時代初期の1205年に頼朝死後の御家人同士の内紛をきっかけに北条義時率いる軍勢と畠山重忠軍がこの地で戦った。

## 概要
相模鉄道二俣川駅が当地域の中心にあり、駅直結のジョイナステラス二俣川が2018年に開業した。この駅は相鉄本線から相鉄いずみ野線が分岐する交通の要衝となっており、経由する全ての列車が停車する。また、駅の北口付近を厚木街道（県道40号）が通っている。
二俣川駅前では相鉄バスが運行されており、南口からは東戸塚駅西口行や隣駅である希望ヶ丘駅行、北口からは保土ヶ谷駅東口行、三ツ境駅行、旭高校行、運転免許センター循環などがある。
駅の北側の中尾には、県内唯一の運転免許試験場があるため、神奈川県で運転免許を取得した人ならば、一度は行った場所である。また試験場の向かいには神奈川県立がんセンターがあり、2013年11月2日には新病院がオープンした。
2010年現在、南部の鴨居上飯田線が拡幅・新規整備工事中である。また、相鉄新横浜線開業に合わせて二俣川駅南口エリアの再開発が行われた（詳細は「二俣川駅#南口エリアの再開発」を参照）。

### 畠山重忠と史跡（二俣川古戦場）
畠山重忠（はたけやましげただ）は、鎌倉時代の武蔵国男衾郡（現：埼玉県深谷市）の武士で、源頼朝の忠臣であった人物。
1205年、重忠のことを疎ましく思っていた北条時政は、重忠を討つために「鎌倉に異変あり、至急参上されたし」と偽りの手紙を重忠に送り、鎌倉に呼び寄せる。重忠は家臣たちを連れて埼玉の居城から出発し、二俣川付近まで来たときに、北条の軍が牧ヶ原（現：万騎が原）に大挙しているとの報を受けるが、退かずに鶴ケ峰に布陣した。畠山軍（134騎）は北条軍（1万騎以上）と激戦を繰り広げるも、戦力の差が大きく、戦には敗れ、重忠は討死してしまう（畠山重忠の乱）。
二俣川駅南口から南方方向に程なく行った所にある県営万騎が原団地の一角には、地元の有志により1892年（明治25年）に建立された「畠山重忠公遺烈碑」がある。また、1955年（昭和30年）6月22日には没後750年を記念して、鶴ケ峰と埼玉県川本村の有志が「畠山重忠公碑」を鶴ヶ峰に建立している。他にも二俣川古戦場周辺（鶴ヶ峰）には、「重忠首塚」「すずり石水」「六ッ塚」「駕籠塚」「首洗いの井戸」など重忠に纏わるものが多く残る（「鶴ヶ峰#史跡」も参照）。これらは横浜市登録地域文化財に登録されている。

### 地価
住宅地の地価は、2025年（令和7年）1月1日の公示地価によれば、二俣川2丁目32番18の地点で35万6000円/m²となっている。

## 歴史
- 1205年（元久2年） - 畠山対北条の「鶴ヶ峯の戦い」が起こる。
- 1830年（文政13年） - 『新編武蔵風土記稿』に、「本宿 村の東南の方なり、この地のつゞきなる隣村を今宿[注 1]と云、恐らくはこの本宿は昔の驛場などにて、今宿ももとは二又川の内なりしが、一旦かの驛場を移せしことあるにや」、「二又川 村の北の方なり、この地村名のおこりし地なるにや」とある[8]。
- 1868年（慶応4年、明治元年）
  - 6月17日（旧暦） - 神奈川府が設置され、同府の所属となる。
  - 9月21日（旧暦） - 神奈川府が神奈川県と改称される。
- 1871年（明治4年）7月14日（旧暦） - 廃藩置県。引き続き神奈川県に所属。
- 1872年（明治5年） - 大区小区制により、神奈川県第6大区2小区となる。
- 1878年（明治11年）7月22日 - 郡区町村編制法により、二俣川村が復活。行政区画としての都筑郡が編成される。
- 1889年（明治22年）4月1日
  - 町村制の施行により、都筑郡今井村・二俣川村・三反田村・小高新田・市野沢村が合併し、「二俣川村」となる。
  - 同日、横浜区に市制が施行され、横浜市が成立する。
- 1926年（大正15年）5月12日 - 神中鉄道（現・相模鉄道）二俣川駅が開業する。
- 1927年（昭和2年）10月1日 - 横浜市の区制施行により保土ケ谷区が成立。
- 1939年（昭和14年）4月1日 - 横浜市の市域拡張により二俣川村が保土ケ谷区に編入され、「横浜市保土ケ谷区二俣川町」となる。
- 1964年（昭和39年）3月1日 - 二俣川町・小高町の一部から「二俣川1丁目・2丁目」が新設される。
- 1969年（昭和44年）4月1日 - 保土ケ谷区が再編成されて旭区が分区し、「旭区二俣川1丁目・2丁目」となる。
- 1970年（昭和45年）9月25日 - 二俣川駅南口に駅ビル「二俣川グリーングリーン」が開業。
- 1976年（昭和51年）4月8日 - 相鉄いずみ野線が開業する。
- 1989年（平成元年）5月28日 - 二俣川駅の鉄道設備改良工事により、二俣川が暗渠になる。
- 1990年（平成2年） - 二俣川駅北口に共同ビル「相鉄ライフ二俣川」が完成する。
- 1996年（平成8年）
  - 二俣川駅北口に再開発ビル「アルコット二俣川」が完成する。
  - 横浜厚木線拡幅工事が完了。
- 1999年（平成11年） - 二俣川駅の改良工事が完了。
- 2014年（平成26年）9月30日 - 二俣川駅南口の再開発事業により「二俣川グリーングリーン」が閉館。
- 2018年（平成31年）4月27日 - 同工事により、グリーングリーン跡地にて商業施設「ジョイナステラス二俣川」が開業。
- 2023年（令和5年）
  - 3月24日 - リニューアルのため「相鉄ライフ二俣川」が閉館[9]。

## 地名の由来
- 二俣川の由来については、帷子川と二俣川という二つの川の合流点であるからという説や、二俣川とその支流が分かれる分岐点であるからという説など、いくつか存在する。
- かつては「二又川」「二又河」「二俣河」とも書かれていた。

## 世帯数と人口
2025年（令和7年）6月30日現在（横浜市発表）の世帯数と人口は以下の通りである。
| 丁目         | 世帯数    | 人口    |
| ------------ | --------- | ------- |
| 二俣川一丁目 | 2,437世帯 | 4,452人 |
| 二俣川二丁目 | 2,818世帯 | 4,986人 |
| 計           | 5,255世帯 | 9,438人 |

### 人口の変遷
国勢調査による人口の推移。
| 年                 | 人口  |
| ------------------ | ----- |
| 1995年（平成7年）  | 8,215 |
| 2000年（平成12年） | 8,682 |
| 2005年（平成17年） | 8,470 |
| 2010年（平成22年） | 8,535 |
| 2015年（平成27年） | 8,292 |
| 2020年（令和2年）  | 9,215 |

### 世帯数の変遷
国勢調査による世帯数の推移。
| 年                 | 世帯数 |
| ------------------ | ------ |
| 1995年（平成7年）  | 3,442  |
| 2000年（平成12年） | 3,806  |
| 2005年（平成17年） | 3,835  |
| 2010年（平成22年） | 4,134  |
| 2015年（平成27年） | 4,140  |
| 2020年（令和2年）  | 4,847  |

## 学区
市立小・中学校に通う場合、学区は以下の通りとなる（2024年11月時点）。
| 丁目        | 番地                                                                           | 小学校                 | 中学校                 |
| ----------- | ------------------------------------------------------------------------------ | ---------------------- | ---------------------- |
| 二俣川1丁目 | 53番地の5〜9、54番地 55番地の7〜20・22〜24 56〜60番地                          | 横浜市立中尾小学校     | 横浜市立希望が丘中学校 |
| 二俣川1丁目 | 1番地〜53番地の4 53番地の10〜17・19・21〜34 55番地の1・3〜6・25〜28 61〜88番地 | 横浜市立二俣川小学校   | 横浜市立万騎が原中学校 |
| 二俣川2丁目 | 1〜14番地、19〜28番地 41〜52番地、59〜77番地 79〜81番地                        | 横浜市立二俣川小学校   | 横浜市立万騎が原中学校 |
| 二俣川2丁目 | 15〜18番地、29〜40番地 53〜58番地、78番地 82〜87番地                           | 横浜市立万騎が原小学校 | 横浜市立万騎が原中学校 |

## 事業所
2021年（令和3年）現在の経済センサス調査による事業所数と従業員数は以下の通りである。
| 丁目         | 事業所数  | 従業員数 |
| ------------ | --------- | -------- |
| 二俣川一丁目 | 357事業所 | 3,483人  |
| 二俣川二丁目 | 287事業所 | 3,926人  |
| 計           | 644事業所 | 7,409人  |

### 事業者数の変遷
経済センサスによる事業所数の推移。
| 年                 | 事業者数 |
| ------------------ | -------- |
| 2016年（平成28年） | 580      |
| 2021年（令和3年）  | 644      |

### 従業員数の変遷
経済センサスによる従業員数の推移。
| 年                 | 従業員数 |
| ------------------ | -------- |
| 2016年（平成28年） | 6,520    |
| 2021年（令和3年）  | 7,409    |

## 周辺

### 二俣川
- 二俣川駅
  - 相鉄本線
  - 相鉄いずみ野線
- 相鉄ライフ二俣川（2023年3月24日閉館[9]）
  - 二俣川駅北口バスターミナル
- ジョイナステラス二俣川
  - 二俣川駅南口バスターミナル
- アルコット二俣川
- 横浜二俣川郵便局
- 旭警察署 二俣川交番
- ドン・キホーテ二俣川店
- 西友二俣川店
- 二俣川銀座商店街
- サンハート（横浜市旭区民文化センター）
- 神奈川県ライトセンター
- セントラルフィットネスクラブ二俣川
- ティップネス二俣川
- 三井住友銀行二俣川支店
- 三菱UFJ銀行二俣川支店
- 横浜銀行二俣川支店
- 横浜農業協同組合（JA横浜）本店
- 横浜昭和幼稚園
- カトリック二俣川教会

### その他
- さちが丘・中沢 (横浜市)・中尾 (横浜市)・本村町・本宿町・南本宿町・今宿・万騎が原・左近山は各ページにて参照。

## 周辺道路
- 神奈川県道40号横浜厚木線（厚木街道）
- 国道16号保土ヶ谷バイパス
  - 本村インターチェンジ
  - 南本宿インターチェンジ
- 自然公園通り
- 試験場通り
- ニュータウン通り
- 都市計画道路鴨居上飯田線

## その他

### 日本郵便
- 郵便番号 : 241-0821[3]（集配局：横浜旭郵便局[19]）

### 警察
町内の警察の管轄区域は以下の通りである。
| 丁目        | 番・番地等 | 警察署   | 交番・駐在所 |
| ----------- | ---------- | -------- | ------------ |
| 二俣川1丁目 | 全域       | 旭警察署 | 二俣川交番   |
| 二俣川2丁目 | 全域       | 旭警察署 | 二俣川交番   |

## 二俣川を舞台とした作品
- 映画
  - 枝葉のこと （2017年、二ノ宮隆太郎監督）[21]